# Siegfried Krische

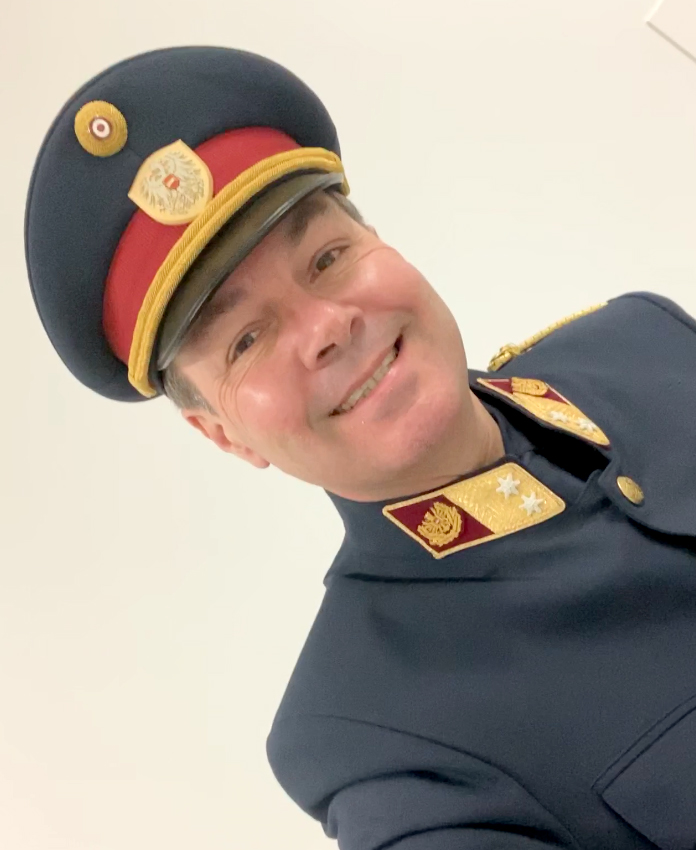
Siegfried Krische

Siegfried Krische (* 20. Juni 1963 in Klagenfurt, Kärnten) ist ein österreichischer Polizeioffizier und darstellender Künstler als Clown Poppo. 

## Leben
Im Mai 1985 trat er in die österreichische Bundesgendarmerie ein und versah seinen Dienst auf dem Gendarmerieposten Ferlach (Kärnten) und Himberg (Niederösterreich) als eingeteilter Beamter. Durch die Ermittlungstätigkeiten in einem großen Betrugsfall kam er 1989 zur Kriminalabteilung Niederösterreich, Gruppe Wirtschaftskriminalität und wechselte 1993 als dienstführender Beamter in die „Einsatzgruppe zur Bekämpfung des Terrorismus“ (EBT) der Staatspolizei im Bundesministerium für Inneres (BM.I). Nach seiner Ausbildung zum Gendarmerieoffizier an der Sicherheitsakademie des BM.I 1995/96 wurde er stellvertretender Bezirksgendarmeriekommandant in Bruck a.d. Leitha (Niederösterreich), danach Personalreferent im Gendarmeriezentralkommando (GZK) des BM.I und übte von 1997 bis 2025 die Funktion des Bezirkspolizeikommandanten in Korneuburg (Niederösterreich) aus. Darüber hinaus bekleidete er jahrelang die Funktion des Explorationsleiters bei der Aufnahme zur Polizei, des Psychologietrainers bei der Grundausbildung der Polizei und des Disziplinaranwaltes bei der Disziplinarkommission im BM.I.
Neben seiner beruflichen Tätigkeit spondierte er zum Magister (Mag.), schloss die Studiengänge zum „Master of Business Administration“ (MBA-Executive Management), „Master of Public Administration“ (MPA), „Master of Science“ (MSc) und „Master of Business Administration“ (MBA-General Management) ab und promovierte zum Doktor (Dr.). 

Im Jahre 2002 wurde ihm das Silberne Verdienstzeichen für die Verdienste um die Republik Österreich und im Jahre 2010 das Silberne Ehrenzeichen für die Verdienste um die Republik Österreich verliehen. Der Bundesfeuerwehrverband würdigte seine Leistungen im Jahre 2003 mit dem Verdienstzeichen III. Stufe und im Jahre 2011 mit dem Verdienstzeichen II. Stufe. Das Österreichische Rote Kreuz ehrte ihn im Jahre 2000 durch die Silberne Verdienstmedaille und im Jahre 2011 durch die Goldene Verdienstmedaille. Die Niederösterreichische Landesregierung befand sein langjähriges verdienstvolles Wirken als Polizist, Präsident des Police-Safety-Award und Künstler für besonders würdig, ihm im Jahre 2022 das Große Ehrenzeichen für Verdienste um das Bundesland Niederösterreich 

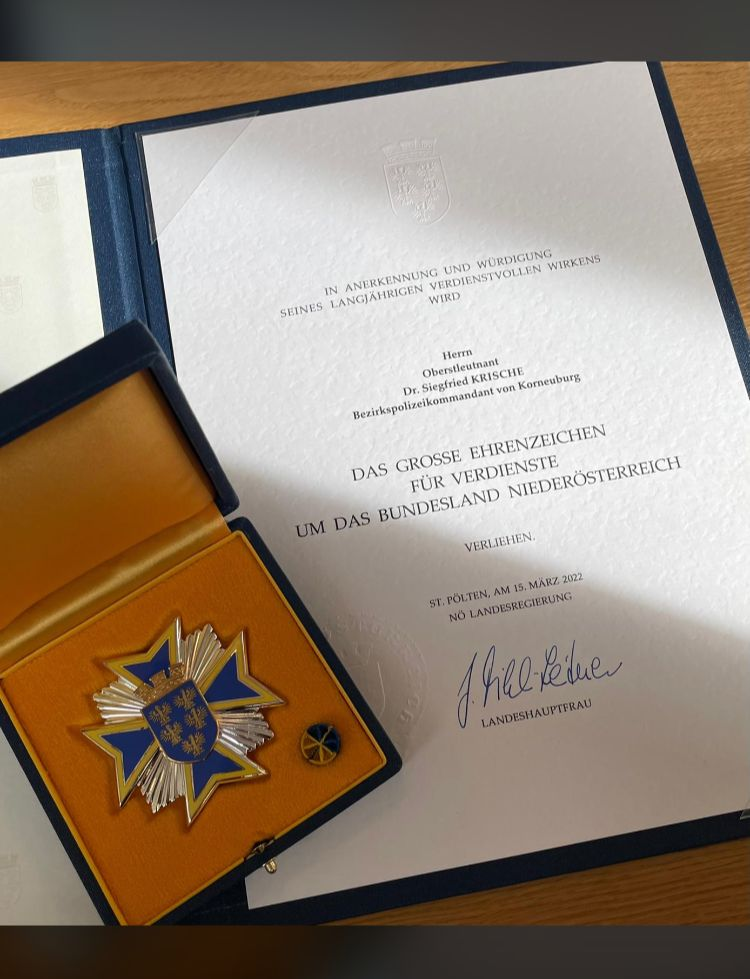
Großes Ehrenzeichen für Verdienste um das Bundesland Niederösterreich

 zu verleihen.

## Police Safety Award
„Diese besondere Auszeichnung für Menschen mit Courage“ wurde von ihm von 2009 ins Leben gerufen, um nicht nur ein Dankeschön an alle Angehörigen der Blaulichtorganisationen zu richten, sondern auch jene Menschen aus der Zivilbevölkerung vor den Vorhang zu bitten, die eine außergewöhnliche Leistung für die Sicherheit der Bevölkerung erbracht haben. Der „Police Safety Award“ wurde bis 2016 jährlich im Rahmen einer Galaveranstaltung in den Kategorien „Blaulicht“, „Zivilcourage“ und „Special“ vergeben. Neben dem Award wurden die Leistungen mit den Ehrenzeichen des „Police Safety Award“ in Bronze, Silber und Gold gewürdigt.

## Clown Poppo

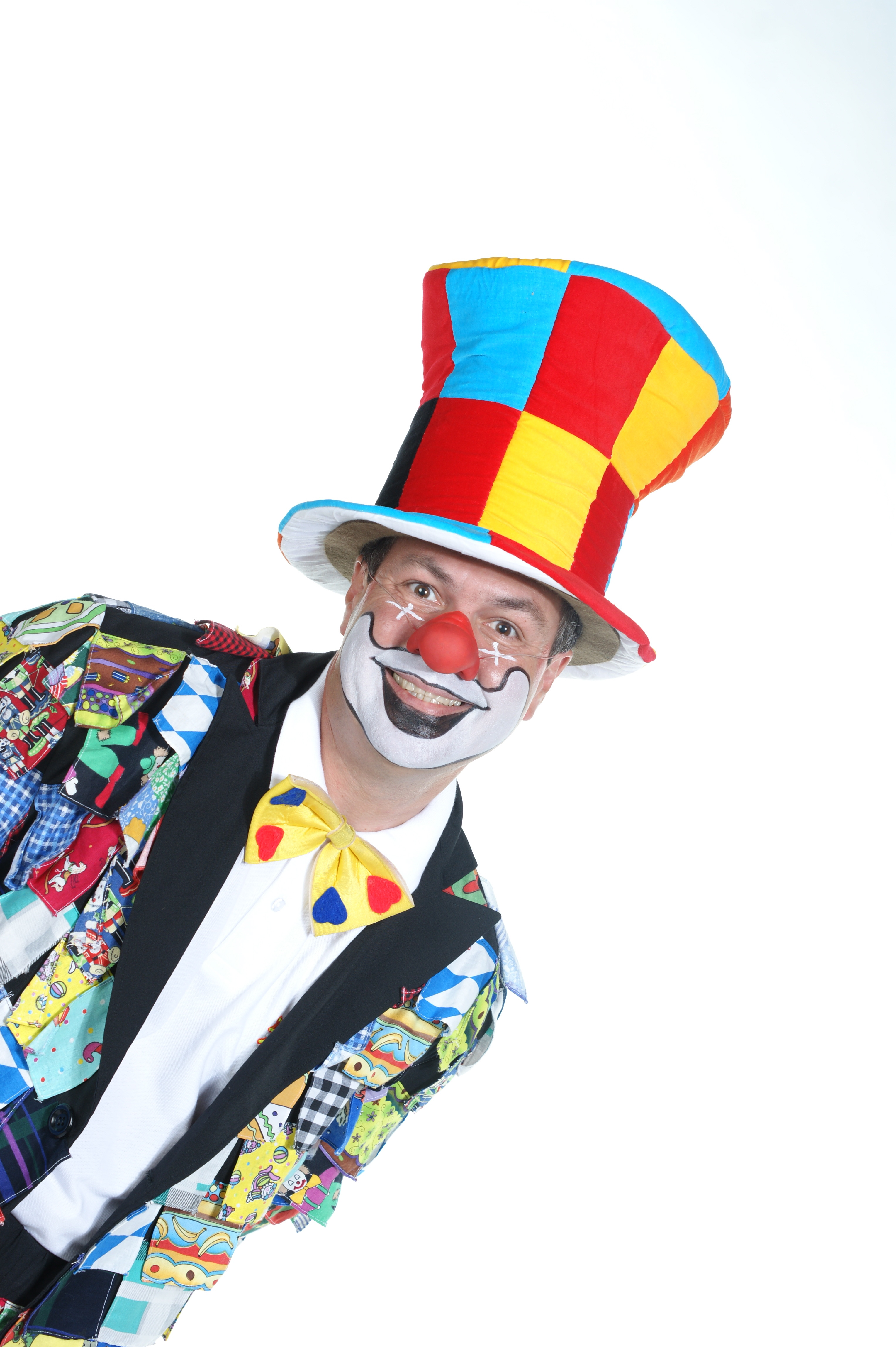
Clown Poppo

Die von ihm verkörperte Figur des bunten Clowns mit hohem Hut und großen Schuhen entstand im Jahre 2002 durch Zufall, da der für den Kindergeburtstag seiner Tochter gebuchte Clown kurzfristig absagte. Er unterhält mit Comedy, Zauberei, Bauchrednerei und eigenen Kinderliedern sein Publikum. 
Bei Benefizveranstaltungen zugunsten der Behindertenhilfe, des St. Anna Kinderspitals, des Vereins Happy Kids, des Vereins Kindercharity, dem Unterstützungsinstitut der Polizei Wien uvm. zeigte er sich mit seinen unentgeltlichen Auftritten als Clown Poppo. Er setzte sich auch im Rahmen einer Show mit seinem Auftritt bei der Wohltätigkeitsveranstaltung „hope for dogs“ für die Verbesserung der Tierschicksale ein.

## Verkehrsclown Poppo
Das Projekt „Verkehrsclown Poppo“ wurde im Herbst 2024 im Zuge der Verkehrssicherheitsinitiative des Landes Niederösterreich in Zusammenarbeit mit dem Mobilitätsmanagement Niederösterreich und Radland NÖ entwickelt. Diese Initiative wird von Partnerorganisationen, wie der Landespolizeidirektion Niederösterreich, der Allgemeinen Unfallversicherungsanstalt (AUVA), der Niederösterreichischen Versicherung, dem ÖAMTC und dem KFV (Kuratorium für Verkehrssicherheit) unterstützt.
Mit Hilfe von Clownerie, Zauberei, Comedy und Gesang erarbeitet Verkehrsclown Poppo in seinem Kindergartenprogramm gemeinsam mit seinem Freund – Toni, dem Verkehrsfuchs – wichtige Regeln, die im Straßenverkehr unbedingt zu beachten sind. Er geht auf die Suche nach dem „Zebra Streifen“, lässt sich von den Kindern erklären, wie wichtig Sichtbarkeit ist und was man alles beim Überqueren einer Straße mit und ohne Ampel beachten muss. Auch das Thema Anschnallen im Auto wird behandelt. Durch aktives Einbinden der Kinder in die Show lernen sie durch Beobachten, Korrigieren und Mitmachen auf spielerische Art Verkehrsregeln kennen. Die Kinder selbst sind es, die dem schusseligen Clown Poppo erklären, wie man es richtig macht, indem sie in die Rolle des Lehrers schlüpfen und das soeben Gelernte gleich anwenden.

## Veröffentlichungen
- 2004 Kinderliederalbum „Komm, sing und tanz mit mir“
- 2007 Kinderliederalbum „hits 4 little kids“
- 2009 Kinderliederalbum „fun4you“
- 2016 Taschenbuch "Kinderpolizei als Element der schulischen Verkehrserziehung", Munderfing: Aumayer Verlag, ISBN 978-3-902923-55-4
- 2016 Taschenbuch "Rollenbilder der Polizei: Der Kommandant als Manager einer Polizeiinspektion", Munderfing: Aumayer Verlag, ISBN 978-3-902923-56-1